# 蔡四宏
蔡四宏（1967年8月—），傣族，云南省盈江县人，中华人民共和国地方官员，历任云南省芒市市委书记、市长、瑞丽市市委书记、玉溪市副市长。2020年落马。

## 生平
蔡四宏毕业于云南民族学院德宏傣语专业，进入德宏傣族景颇族自治州工商联工作，期间于1996年6月加入中国共产党。后历任德宏州委组织部组织科科长、副部长、州委副秘书长、办公室主任等职务，2007年12月调任潞西市代理市长，2008年1月正式担任市长。2009年9月起兼任中共潞西市委书记，2010年1月卸任市长，潞西市更名芒市后继续担任市委书记。2013年3月改任瑞丽市委书记兼瑞丽国家重点开发开放试验区党委副书记。2015年10月，卸任瑞丽市委书记，调任玉溪市副市长。
2020年2月25日，云南省纪委监委发布消息，蔡四宏涉嫌严重违纪违法，正在接受纪律审查和监察调查。2020年9月9日，云南省人民检察院以涉嫌贪污罪、受贿罪对蔡四宏作出逮捕决定。2020年12月10日，经云南省人民检察院指定管辖，曲靖市人民检察院以蔡四宏涉嫌受贿罪、贪污罪向曲靖市中级人民法院提起公诉。

## 家庭
妻子耿梅，曾任保山市副市长、隆阳区区委书记，2020年5月落马。